# Witold Okoński
Witold Okoński (ur. 1904, zm. 1979) – polski dyplomata, w latach 30. konsul w Mińsku, w 1945 Chargé d’affaires
w Teheranie.

## Życiorys
Pracę w Ministerstwie Spraw Zagranicznych rozpoczął w 1928. W latach 30. pełnił obowiązki attaché konsularnego, a później wicekonsula, sekr. ambasady, kier. konsulatu gen. w Mińsku (1935-1939). W listopadzie 1941 został mianowany konsulem RP w Rangunie, jednak placówki nie objął. Sprawował funkcję I sekretarza poselstwa i konsula RP w Teheranie, a od lipca 1944 radcy poselstwa RP w Teheranie. 1 czerwca 1945 objął urząd Chargé d’affaires
w Teheranie.
W 1937 został odznaczony Krzyżem Oficerskim Orderu Gwiazdy Rumunii, a w 1939 Złotym Krzyżem Zasługi.